# 维特苏姆
维特苏姆（德語：Witsum）是德国石勒苏益格－荷尔斯泰因州的一个市镇。总面积1.59平方公里，总人口44人，其中男性18人，女性26人（2011年12月31日），人口密度28人/平方公里。